# MG ZS (2017)
MG ZS – samochód osobowy typu crossover klasy subkompaktowej, a następnie kompaktowej produkowany pod brytyjsko-chińską marką MG od 2017 roku. Od 2024 roku produkowana jest druga generacja modelu.

## Pierwsza generacja

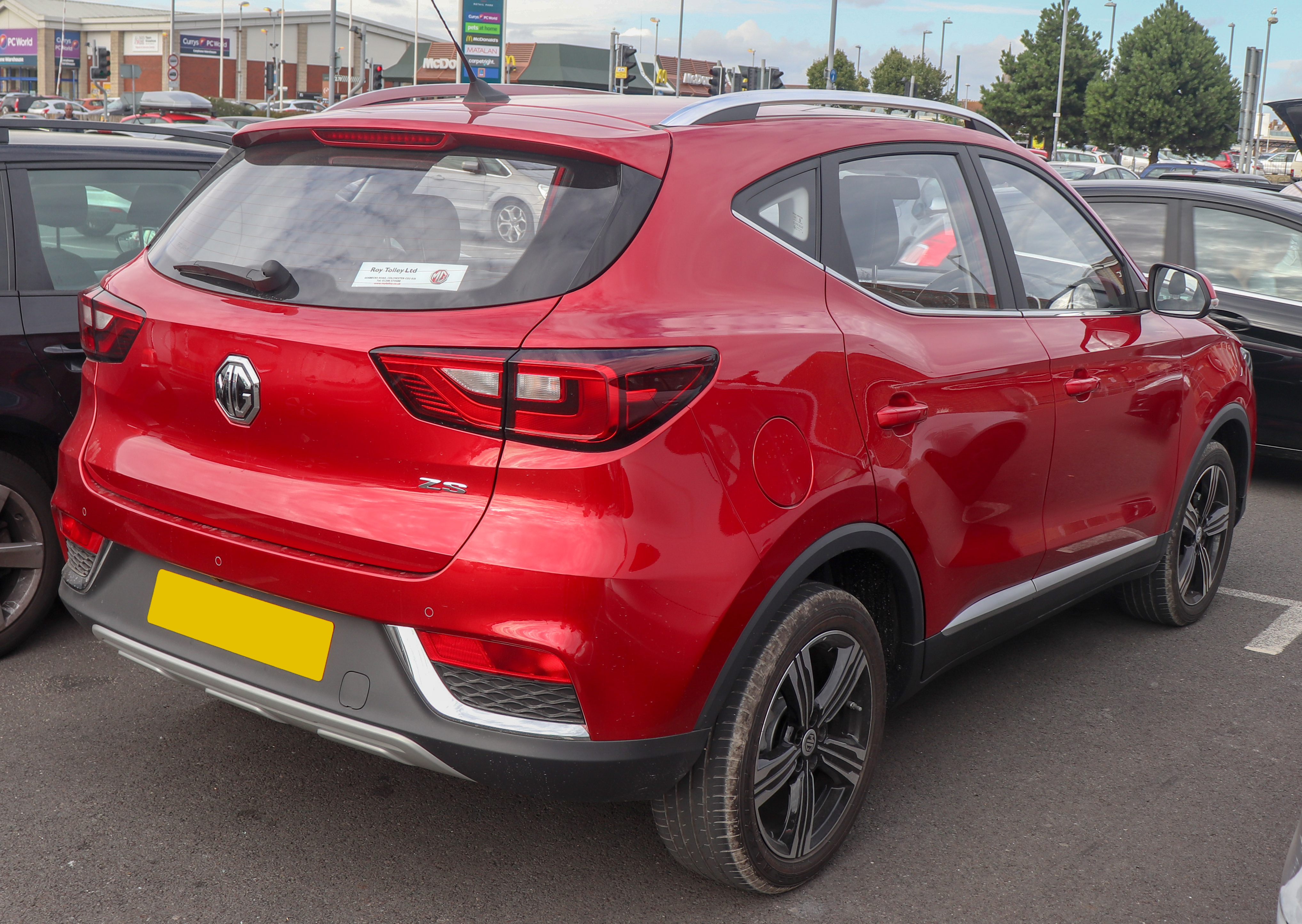
MG ZS I – tył

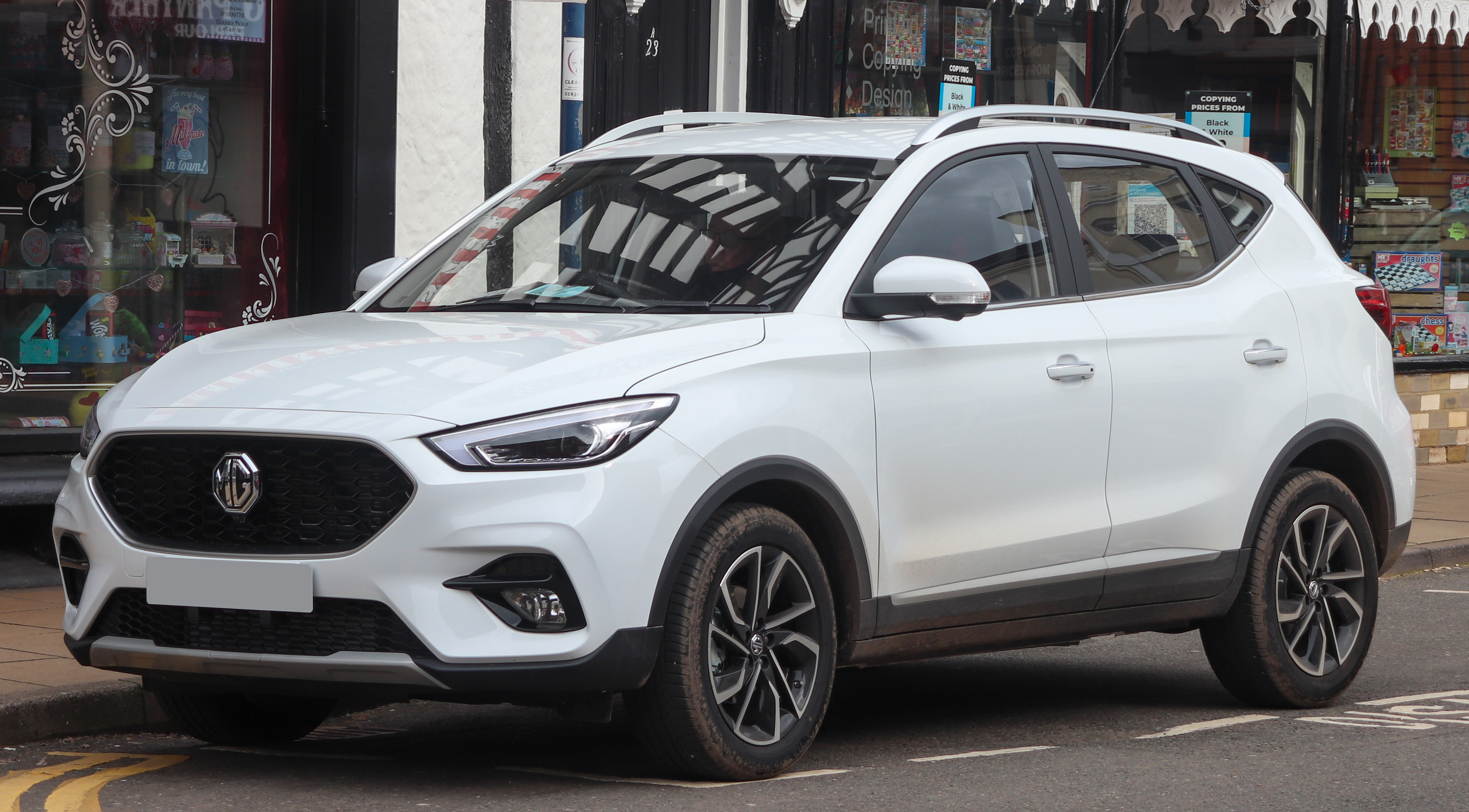
MG ZS I po liftingu

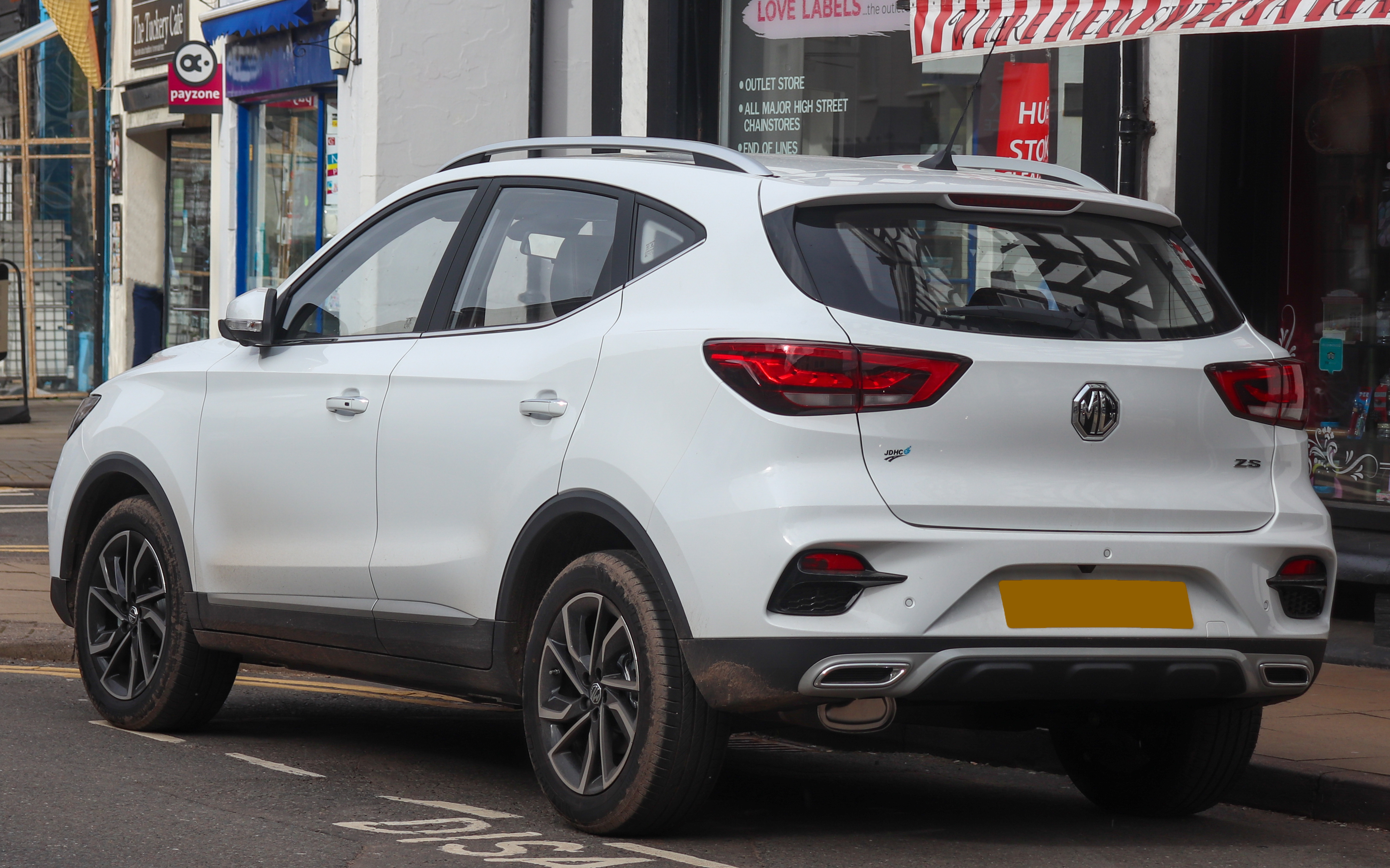
MG ZS I – tył po liftingu

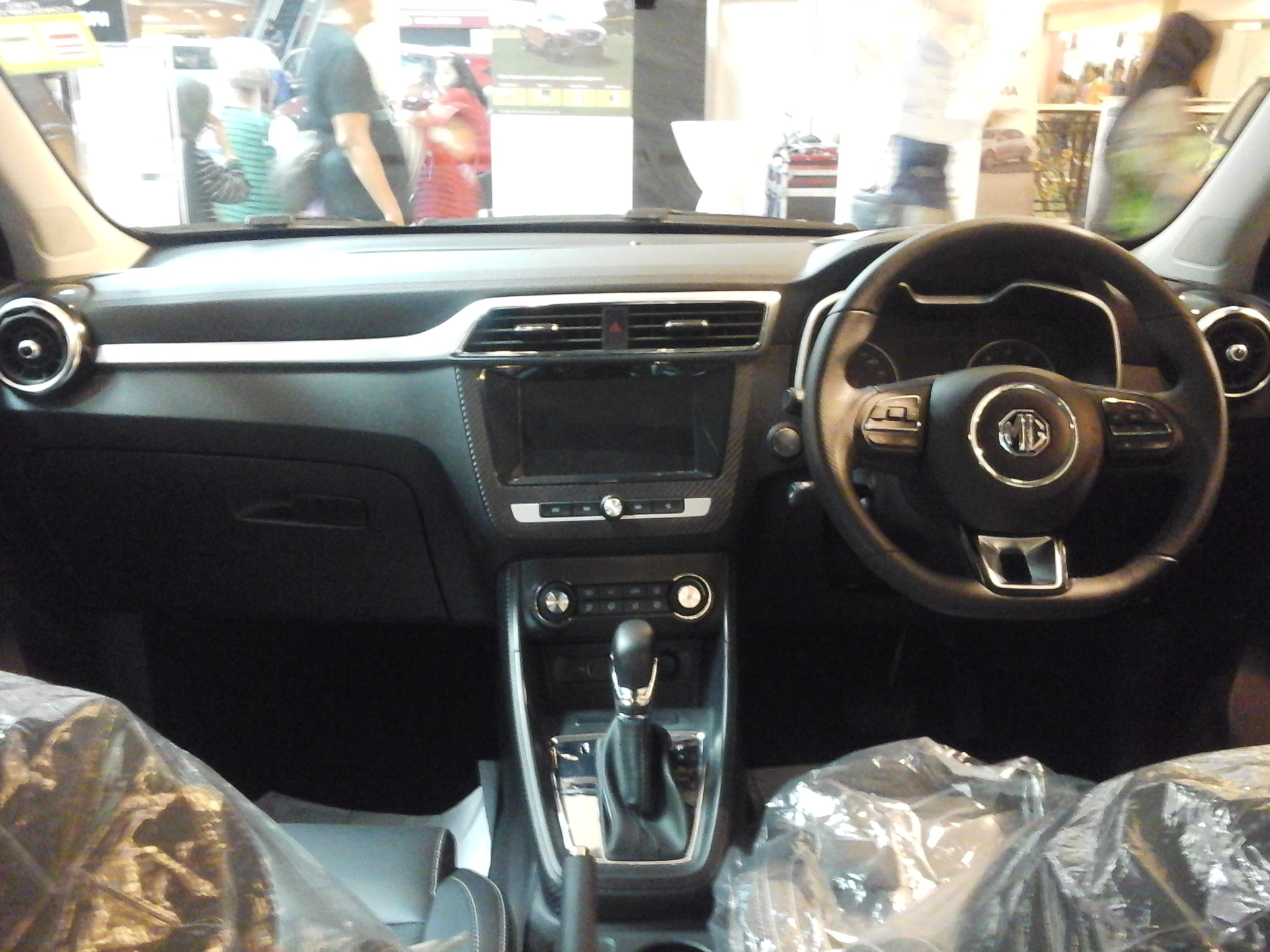
MG ZS I – kokpit

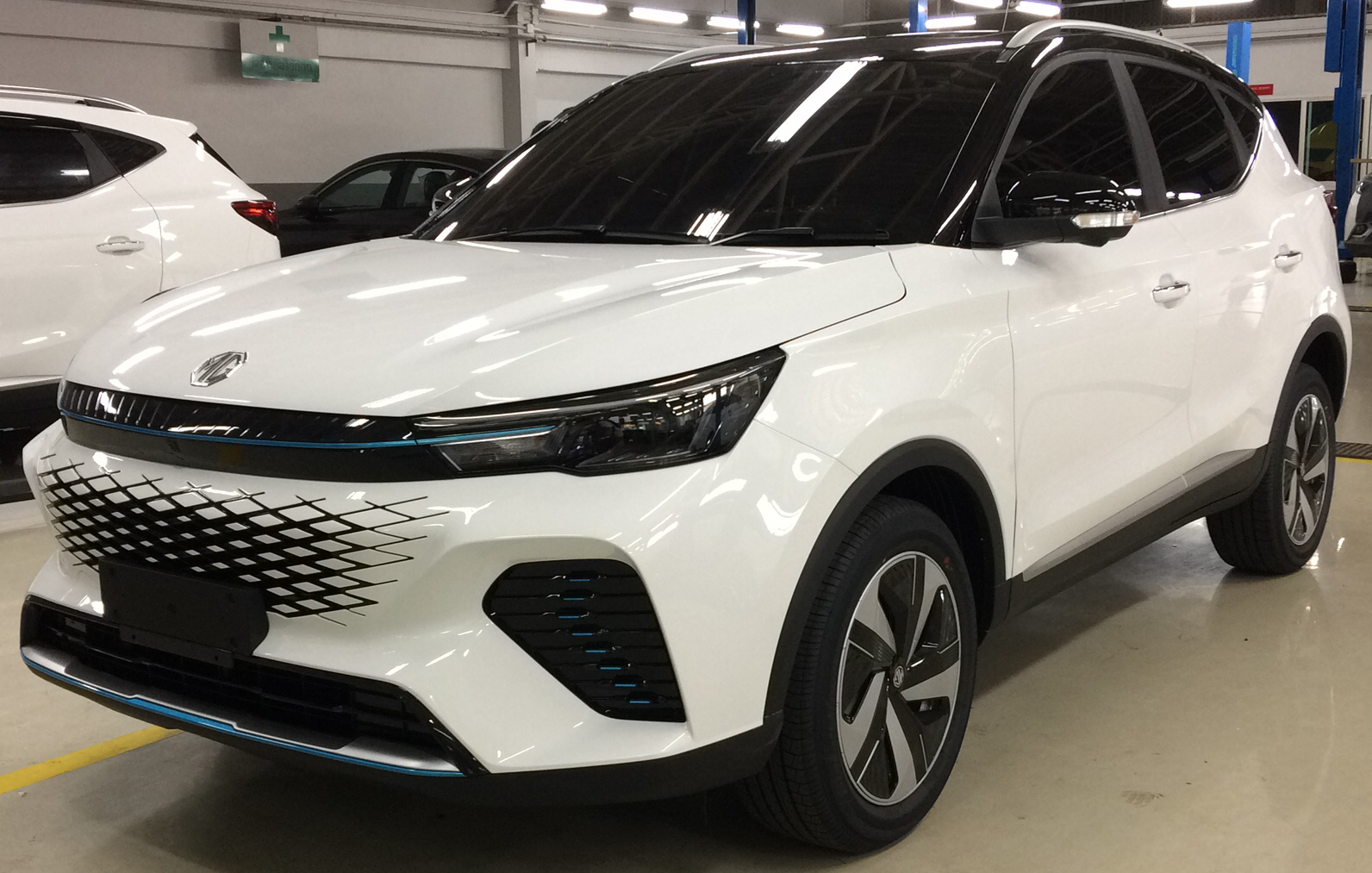
tajlandzkie MG VS

MG ZS I zostało zaprezentowane po raz pierwszy w 2017 roku.
Pierwsze informacje na temat nowego miejskiego crossovera MG przedstawiło w styczniu 2017 roku, zapowiadając światowy debiut MG ZS podczas Guangzhou Auto Show. Producent zdecydował się przywrócić stosowaną już w przeszłości nazwę, którą w latach 2001–2005 stosowało dawne brytyjskie MG Cars dla sportowego samochodu kompaktowego. Tym razem za doborem nazwy ZS przemawiało podkreślenie kluczowej grupy odbiorców, do których MG kieruje swojego crossovera – Pokolenie Z.
MG ZS utrzymane zostało jako pierwsze w nowym języku stylistycznym producenta Emotional Dynamism, wyróżniając się agresywnie ukształtowanymi i zarazem nisko osadzonymi reflektorami, połączonymi chromowaną listwą z dużą, nisko osadzoną atrapą chłodnicy z ozdobnym wykończeniem o gwieździstej strukturze. Linia okien została zadarta ku górze, a tylne nadkole zaakcentowano dodatkowym przetłoczeniem.
Kabina pasażerska utrzymana została w prostym wzornictwie, łącząc okrągłe i kanciaste formy. W momencie premiery MG podkreślało bogate wyposażenie standardowe obejmujące m.in.: 8-calowy dotykowy wyświetlacz systemu multimedialnego, automatyczną klimatyzację, światła dzienne LED czy system pomiaru ciśnienia w oponach.
W modelu z pierwszych dwóch lat produkcji gamę jednostek napędowych utworzyły dwa silniki benzynowe. Pierwszy, trzycylindrowy opracowany we współpracy z General Motors, wyróżnił się pojemnością 1 litra i mocą 110 KM. Drugi to jednostka czterocylindrowa o pojemności 1,5 litra i mocy 105 KM.

### VS
W siernpiu 2022 tajlandzki oddział brytyjsko-chińskiej firmy przedstawił hybrydową odmianę o nazwie MG ZS. Samochód wyposażono w spalinowo-elektryczny układ napędowy łączący 4-cylindrowy silnik 1.5 o mocy 109 KM z elektrycznym o mocy 95 KM, łącznie rozwijając 177 KM niesumarycznej mocy we współpracy z bezstopniowym CVT. Pod kątem wizualnym samochód zyskał głęboko zmodyfikowany pas przedni z agresywniej zarysowanymi reflektorami, przenikający w strukturę zderzaka wlot powietrza oraz inny projekt deski rozdzielczej. Znalazły się tam dwa ekrany połączone jedną taflą szkła, a także wyżej poprowadzona konsola centralna z innym układem przyrządów.

### Lifting
W sierpniu 2019 roku przedstawiono MG ZS po obszernej restylizacji, która przyniosła szereg zmian wizualnych i technicznych. Pas przedni zyskał ostrzej ukształtowane reflektory wykonane w technologii LED, atrapa chłodnicy zyskała kształt foremnego sześciokąta z mniejszą liczbą chromowanych ozdobników. Zmienił się także kształt tylnego zderzaka, a lampy zyskały inne wypełnienie. W kabinie pasażerskiej zastosowano większy, 10,1-calowy wyświetlacz systemu multimedialnego z nowym systemem inforozrywki. Pod kątem technicznym, gamę silnikową zmodernizowanego MG ZS wzbogaciła nowa, mocniejsza trzycylindrowa jednostka benzynowa z turbodoładowaniem. Przy pojemności 1,3 l rozwija ona moc 155 KM.
Na wybranych rynkach zmodernizowane MG ZS zastąpiło dotychczasowy model, na Bliskim Wschodzie dla podkreślenia zmian zyskując nową nazwę, MG ZST. Z kolei np. w Australii, pod tą samą nazwą, MG ZST oferowane jest równolegle ze starszym wariantem jako nowocześniejsza i szybsza alternatywa. Podobna zasada zachodzi w Peru i Chile, gdzie zmodernizowany crossover zyskał nazwę MG ZX.

### Sprzedaż
MG ZS zbudowane zostało z myślą o globalnych rynkach zbytu. W pierwszej kolejności, w marcu 2017 roku, jego sprzedaż rozpoczęła się na rynku chińskim. W listopadzie tego samego roku trafił on do sprzedaży także w Wielkiej Brytanii, Australii, Tajlandii oraz na Bliskim Wschodzie. Na początku 2018 roku rynkową obecność MG ZS poszerzono o Peru i Chile, z kolei w 2020 roku pojazd był elementem powrotu MG na rynek Meksyku. W drugiej połowie sierpnia pod nazwą MG Astor samochód zadebiutował na rynku indyjskim, dołączając do oferowanej tam już od roku wersji elektrycznej.
MG ZS stało się jednym z najważniejszych modeli budujących rozpoznawalność i silną pozycję rynkową MG Motor po ekspansji rynkowej z przełomu drugiej i trzeciej dekady XXI wieku. Pomimo znajdowania się schyłkowym okresie produkcji, w grudniu 2023 ZS było najpopularniejszym nowym samochodem w Hiszpanii.

### Silniki
- R3 1.0l Turbo
- R3 1.3l Turbo 156 KM
- R4 1.5l

### ZS EV

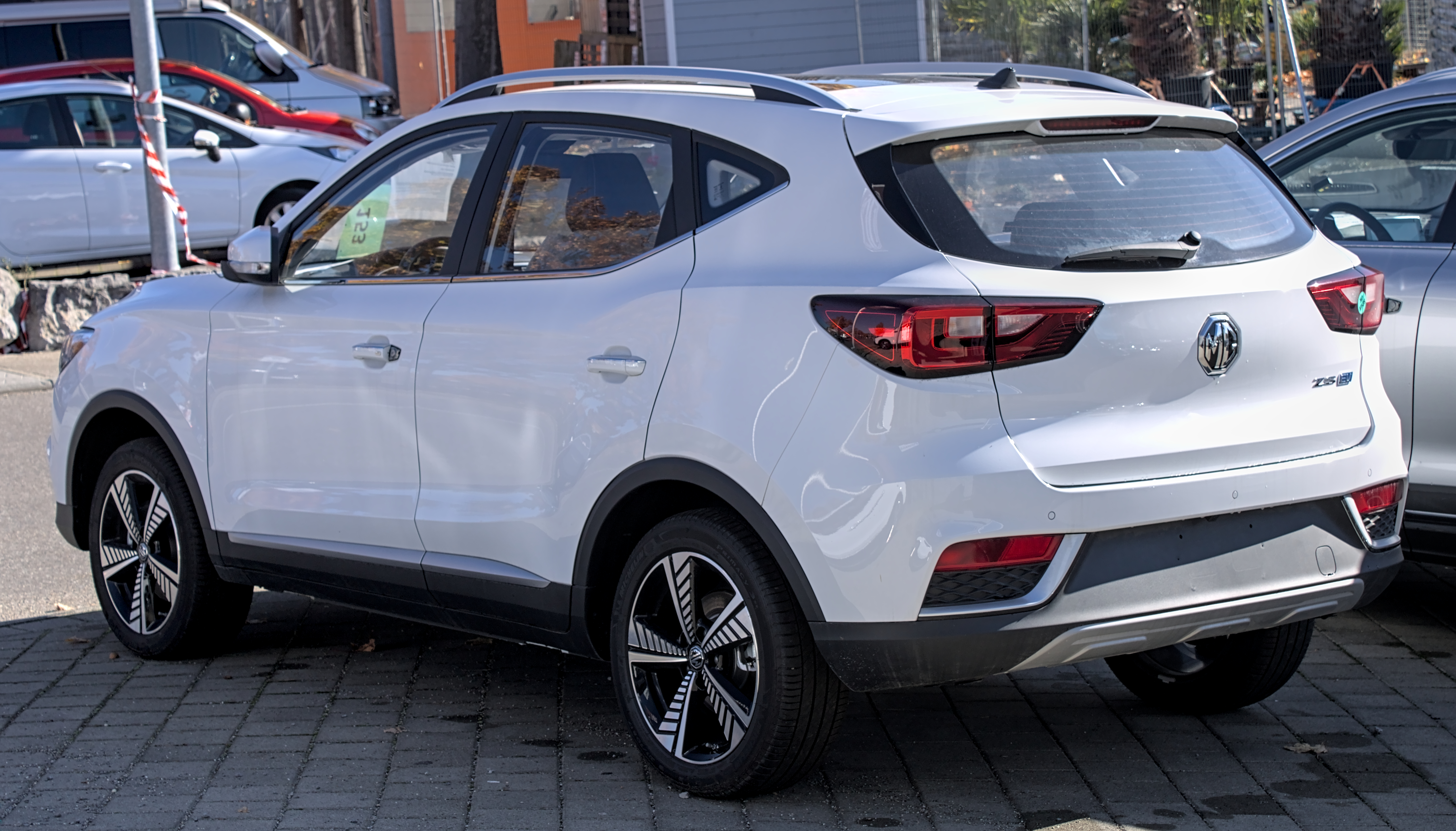
MG ZS EV – tył

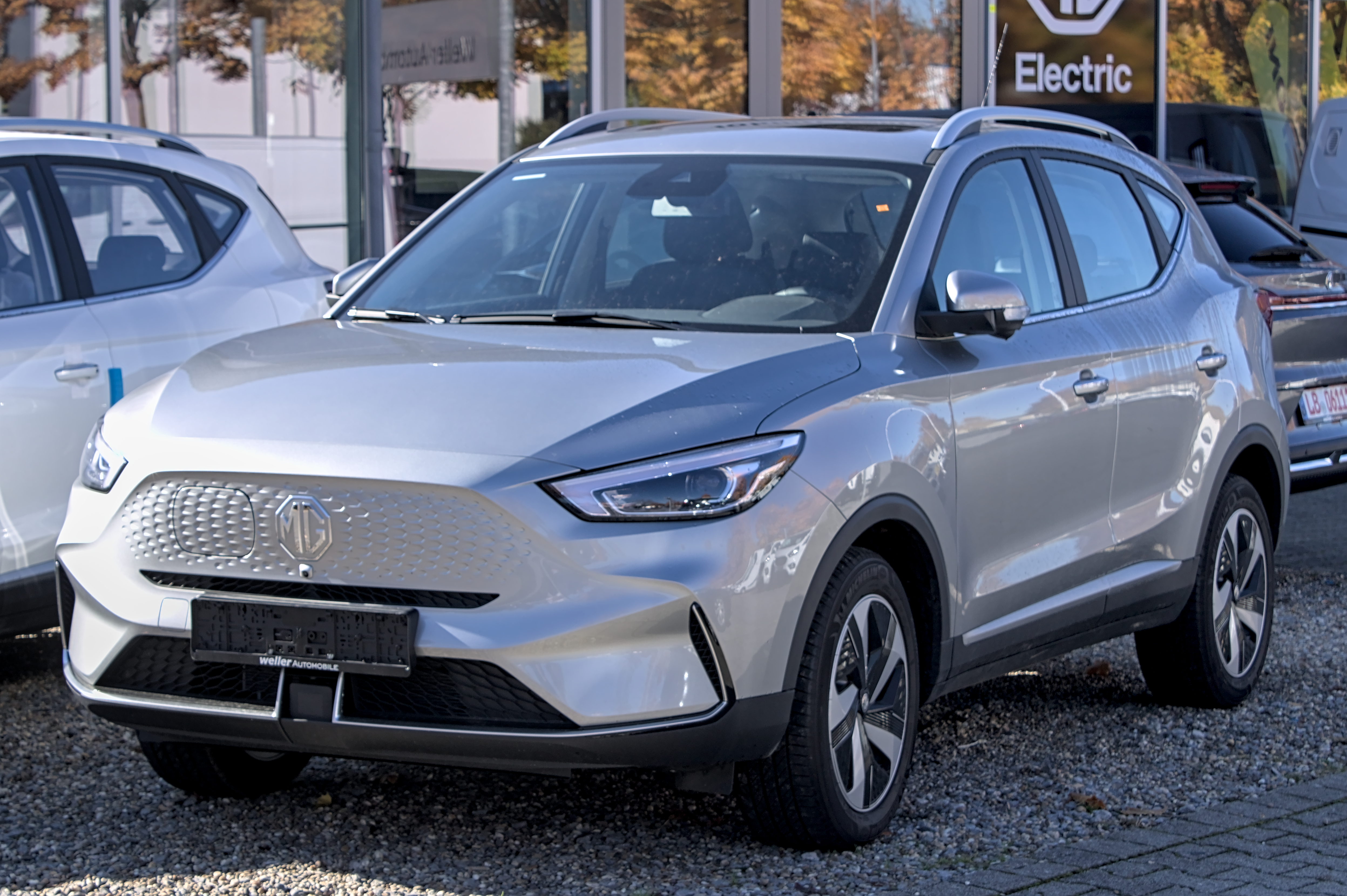
MG ZS EV po liftingu

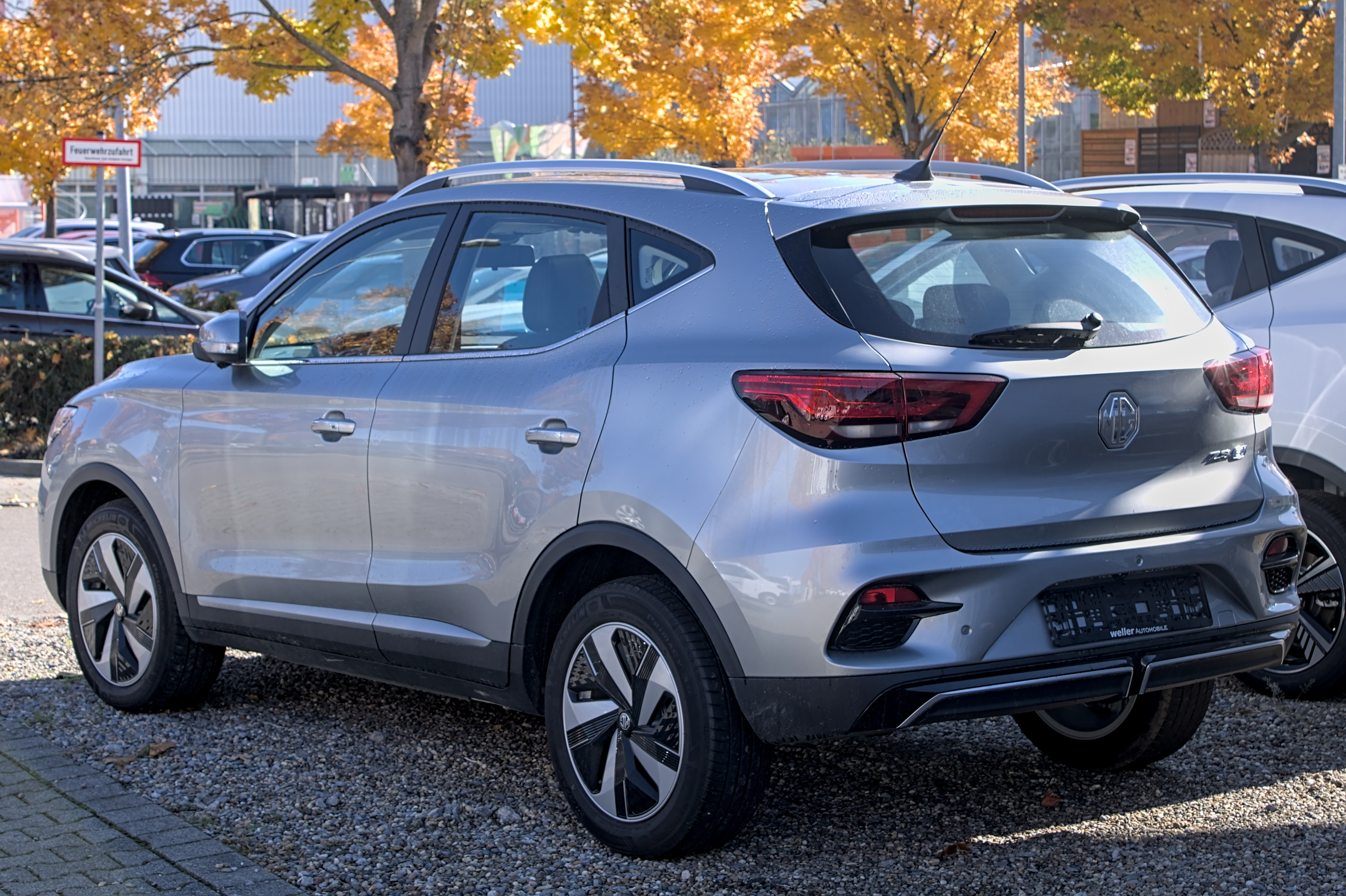
MG ZS EV – tył po liftingu

MG ZS EV zostało zaprezentowane po raz pierwszy w 2018 roku.
W pełni elektryczny wariant MG ZS uzupełnił ofertę brytyjsko-chińskiego producenta półtora roku po debiucie spalinowego wariantu, jako pierwszy seryjnie produkowany samochód z napędem elektrycznym w historii tej firmy.
Pod kątem wizualnym MG ZS EV nie odróżniono obszernie od spalinowego pierwowzoru, poza detalami podyktowanymi specyfiką elektrycznego układu napędowego. Pod znaczkiem, na imitacji atrapy chłodnicy, umieszczono port ładowania, do którego dostęp uzyskać można po odchyleniu klapki do góry. Ponadto, w kabinie pasażerskiej zamiast dźwigni zmian trybów jazdy zdecydowano się na mniejsze, wykończone aluminium pokrętło.

### Lifting
W październiku 2021 roku przedstawione zostało MG ZS EV po obszernej restylizacji. Podstawowe elementy nadwozia zostały dostosowane do zmodernizowanego przed rokiem wariantu spalinowego, zyskując smuklejsze reflektory, przeprojektowane zderzaki i nowe wkłady lamp wykonane w technologii LED, a także większy ekran systemu multimedialnego w kabinie pasażerskiej.
Tym razem producent zdecydował się nadać jednak odrębną stylizację przedniej części nadwozia, która utraciła imitację wlotu powietrza na rzecz lakierowanego w kolorze nadwozia panelu wspólnego ze zderzakiem, na którym umieszczono port ładowania. Wyróżniła go charakterystyczna, chropowata powierzchnia.

### Sprzedaż
Jedynym rynkiem, gdzie elektryczne MG ZS oferowane jest pod inną nazwą, jest rynek chiński, gdzie oferowany jest, poczynając od marca 2019 roku, jako MG EZS. W lipcu tego samego roku pojazd trafił do sprzedaży także w Wielkiej Brytanii oraz Tajlandii. W listopadzie 2019 roku elektryczne MG poszerzyło ofertę producenta także w krajach Bliskiego Wschodu, a rok później także w Australii i Nowej Zelandii.
Elektryczne ZS było elementem ekspansji MG na rynkach europejskich, w przeciwieństwie do oferowanego tylko na Wyspach Brytyjskich spalinowego ZS. Na początek, w 2020 roku sprzedaż rozpoczęto w Holandii i Norwegii, z kolei wiosną 2021 roku zasięg rynkowy objął także takie kraje jak Francja, Niemcy, Hiszpania, Austria i Włochy. Ponadto, w tym samym czasie, MG ZS EV trafiło także do produkcji i sprzedaży w Indiach. MG ZS EV odniosło sukces rynkowy w Europie Zachodniej, w 2020 roku stając się jednym z 10 najpopularniejszych nowych samochodów elektrycznych w Danii i zarazem zajmując 11. lokatę wśród nowych samochodów elektrycznych na Islandii.

### Dane techniczne
Elektryczny układ napędowy MG ZS EV tworzy silnik elektryczny o mocy 143 KM, który osiąga maksymalny moment obrotowy 353 Nm. Dzięki baterii o pojemności 44,5 kWh pojazd może przejechać na jednym cyklu ładowania około 262 kilometry. Przyśpieszenie od 0 do 100 km/h wynosi 8,1 sekundy, a prędkość maksymalną ograniczono do 140 km/h. Model po restylizacji z 2021 roku opcjonalnie wyposażono także w znacznie większą baterię o pojemności 72 kWh, która pozwoliła, na jednym ładowaniu, przejechanie ok. 439 kilometrów.

## Druga generacja

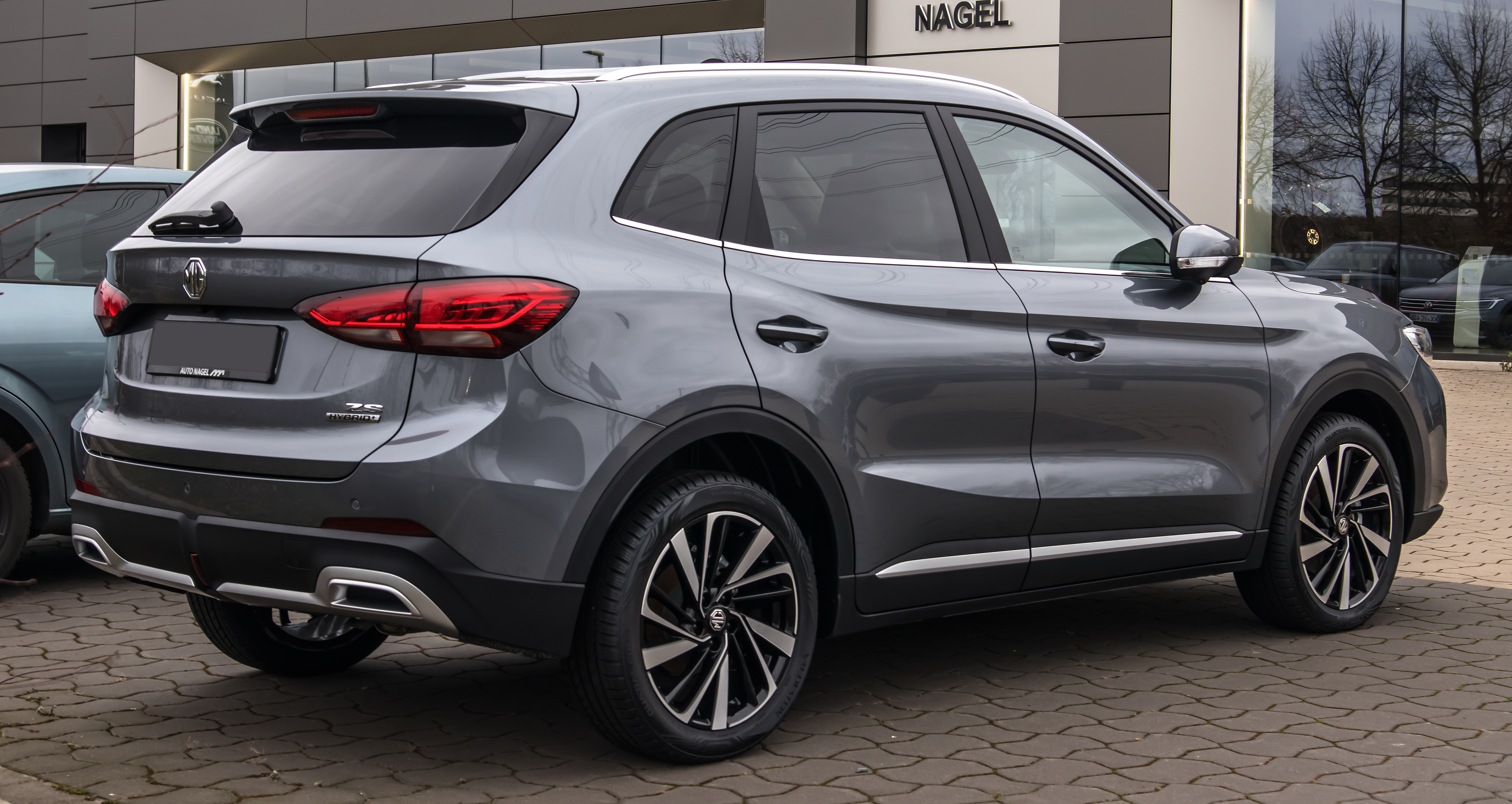
MG ZS II - tył

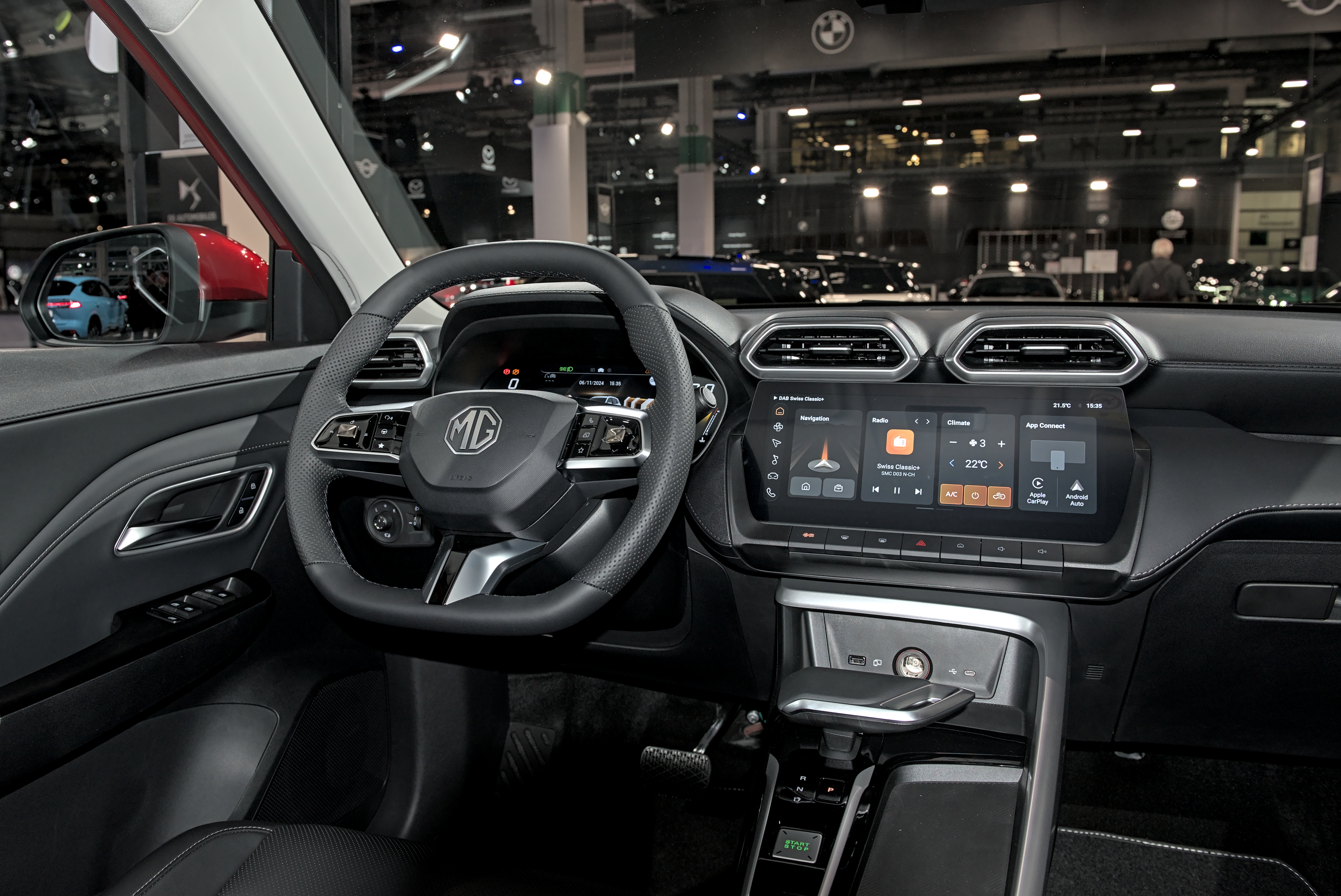
MG ZS II - kokpit

MG ZS II został zaprezentowany po raz pierwszy w 2024 roku.
Po 7 latach od debiutu rynkowego ZS, koncepcja najmniejszego crossovera w gamie MG Motor przeszła dużą ewolucję. Samochód stał się wyraźnie większy od poprzednika, zyskując dłuższe nadwozie, obszerniejszy rozstaw osi i bardziej masywną bryłę. Charakterystyczny, podłużny przód upodobniono do debiutującej równolegle kolejnej generacji większego HS jak i miejskiego MG 3, wyrózniając się tu logo umieszczonym na zderzaku, wąską chromowaną blendą łaczącą reflektory, a także szerokim sześciokątnym grillem.
Obszerniejsza niż u poprzednika kabina pasażerska zyskała masywną deskę rozdzielczą z wysoko osadzonymi sześciokątnymi nawiewami, którą płynnie połączono z poprowadzonym pod kątem tunelem środkowym. Przed kierowcą znalazły się wyświetlacz cyfrowych zegarów, a konsolę centralną zdominował dotykowy ekran systemu multimedialnego o przekątnej 10,25 cala (w wersji podstawowej) lub 12,3 (w topowej).
Podobnie jak pokrewne MG 3, także i MG ZS drugiej generacji powstał głównie z myślą o napędzie hybrydowym, trafiając jednak do sprzedaży także z klasycznymi, silnikami benzynowymi o pojemości 1,5 litra i mocy 100 lub 160 KM wraz z przekładnią CVT. Jednostki te powstały głównie z myślą o rynkach pozaeuropejskich, jak Australia.

### ZS Hybrid+
Wzorem pokrewnego technicznie MG 3, tak i ZS drugiej generacji po raz pierwszy wyposażony został opcjonalnie w hybrydowy układ napędowy. Utworzył go silnik benzynowy o mocy 102 KM oraz 136-konna jednostka elektryczna, łącznie rozwijając 197 KM mocy maksymalnej i 465 Nm maksymalnego momentu obrotowego. Hybrydowe ZS zyskało 3-biegową automatyczną przekładnię, która umożliwiła rozpędzenie się od 0 do 100 km/h w 8,7 sekundy. Niewielki akumulator trakcyjny zyskał pojemność 1,83 kWh.

### Sprzedaż
Podobnie jak poprzednik, druga generacja MG ZS została zbudowana z myślą o globalnych rynkach zbytu. W pierwszej kolejności sprzedaż rozpoczęła się w Europie, z publikacją cenników i otwarciem zamówień tuż po sierpniowym debiucie - we wrześniu 2024.

### Silniki
- R4 1.5l 160 KM
- R4 1.5l Turbo 160 KM